# Severance Hospital
 (octobre 2023).
La mise en forme du texte ne suit pas les recommandations de Wikipédia : il faut le « wikifier ».
Les points d'amélioration suivants sont les cas les plus fréquents. Le détail des points à revoir est peut-être précisé sur la page de discussion.
- Les titres sont pré-formatés par le logiciel. Ils ne sont ni en capitales, ni en gras.
- Le texte ne doit pas être écrit en capitales (les noms de famille non plus), ni en gras, ni en italique, ni en « petit »…
- Le gras n'est utilisé que pour surligner le titre de l'article dans l'introduction, une seule fois.
- L'italique est rarement utilisé : mots en langue étrangère, titres d'œuvres, noms de bateaux, etc.
- Les citations ne sont pas en italique mais en corps de texte normal. Elles sont entourées par des guillemets français : « et ».
- Les listes à puces sont à éviter, des paragraphes rédigés étant largement préférés. Les tableaux sont à réserver à la présentation de données structurées (résultats, etc.).
- Les appels de note de bas de page (petits chiffres en exposant, introduits par l'outil «  Source ») sont à placer entre la fin de phrase et le point final[comme ça].
- Les liens internes (vers d'autres articles de Wikipédia) sont à choisir avec parcimonie. Créez des liens vers des articles approfondissant le sujet. Les termes génériques sans rapport avec le sujet sont à éviter, ainsi que les répétitions de liens vers un même terme.
- Les liens externes sont à placer uniquement dans une section « Liens externes », à la fin de l'article. Ces liens sont à choisir avec parcimonie suivant les règles définies. Si un lien sert de source à l'article, son insertion dans le texte est à faire par les notes de bas de page.
- La présentation des références doit suivre les conventions bibliographiques. Il est recommandé d'utiliser les modèles {{Ouvrage}}, {{Chapitre}}, {{Article}}, {{Lien web}} et/ou {{Bibliographie}}. Le mode d'édition visuel peut mettre en forme automatiquement les références.
- Insérer une infobox (cadre d'informations à droite) n'est pas obligatoire pour parachever la mise en page.

Pour une aide détaillée, merci de consulter Aide:Wikification.
Si vous pensez que ces points ont été résolus, vous pouvez retirer ce bandeau et améliorer la mise en forme d'un autre article.
 (octobre 2023).
Si vous disposez d'ouvrages ou d'articles de référence ou si vous connaissez des sites web de qualité traitant du thème abordé ici, merci de compléter l'article en donnant les références utiles à sa vérifiabilité et en les liant à la section « Notes et références ».
Severance Hospital ou l'hopital Severance est un centre hospitalier universitaire situé à Sinchon-dong dans le district de Seodaemun, en Corée du Sud. C'est l'un des plus anciens et des plus grands hôpitaux universitaires de Corée du Sud. Il dispose de 2 400 lits et traite environ 2 500 000 patients chaque année, dont 840 000 hospitalisés.
Il s'agissait d'un hôpital royal lors de sa fondation en 1885 par Horace N. Allen. Il a été ensuite restructuré par le missionnaire médical canadien Oliver R. Avison avec les conseils de son modèle Horace Grant Underwood. Le 23 septembre 1904 l'hôpital ouvre ses portes sous le nom de «Avison's hospital, Severance Hospital and College». Depuis 1957, il est affilié à la faculté de médecine de l'Université de Yonsei et fait partie du système médical de l'université,.

## Histoire
Il s'agit du plus ancien hôpital de style occidental du pays, fondé en 1885 en tant qu'hôpital royal nommé « Chejungwon » ou « Gwanghyewon » (coréen : 광혜원 ; hanja : 廣惠院) par Horace N. Allen, médecin et missionnaire médical américain.
Celui-ci fut rebaptisé Severance Hospital le 3 septembre 1904 en hommage à un généreux donateur américain, Louis H. Severance de Standard Oil. La même année, l'hôpital a ajouté la faculté de médecine et la faculté de soin infirmier de l'hôpital Severance. Après 1910, lorsque le Japon a pris le pouvoir en Corée, les missionnaires font face à de nouvelles exigences pour les hôpitaux et leur personnel. En 1954, Florence J. Murray, une missionnaire médicale canadienne, devient surintendante de Severance. Sous sa direction, les services chirurgicaux se sont développés et l'hôpital a fusionné avec l'hôpital chrétien Chosun pour former l'Université Yonsei. Murray dirigera plus tard le Wonju United Christian Hospital qu'elle fusionnera avec Yonsei pour former le campus de Wonju de l'Université Yonsei.
Après la fin de la Seconde Guerre mondiale et de la domination japonaise en Corée, la faculté de médecine est renommée « Severance Medical College » en 1947. Le 5 janvier 1957, le Severance Medical College fut uni à l'Université Yonhee sous le nom de l'Université Yonsei.

### Divisions hospitalières
- Hôpital Severance (Sinchon)
- Hôpital Severance de Gangnam
- Hôpital Severance de Yongin
- Hôpital Severance de Songdo (construit en 2018)
- Hôpital Severance chrétien de Wonju